# Pejzaż we mgle
Pejzaż we mgle (gr. Topio stin omichli) – grecko-francusko-włoski film fabularny z 1988 roku w reżyserii Theo Angelopoulosa.

## Obsada
- Michalis Zeke jako Alexandros
- Tania Palaiologou jako Voula
- Stratos Tzortzoglou jako Orestis
- Vassilis Kolovos jako kierowca ciężarówki
- Ilias Logothetis jako Seagull
- Mihalis Giannatos jako opiekun dworca
- Toula Stathopoulou jako kobieta w policji
- Gerasimos Skiadaressis jako żołnierz
- Dimitris Kaberidis jako wujek
- Tassos Palatzidis jako konduktor w pociągu

## Fabuła
Alexandros i Voula, rodzeństwo, to dzieci, które postanawiają opuścić matkę i Grecję, wyruszając w podróż w poszukiwaniu swojego ojca, który prawdopodobnie mieszka w Niemczech. Ojca nie znają i nigdy go nie widziały. Po drodze spotykają wielu ludzi, np. trupę aktorską (aluzja do wcześniejszego filmu Angelopoulosa Podróż komediantów), i napotykają niebezpieczeństwa. W końcu przekraczają rzekę i myślą, że dotarły do upragnionego celu.

## Nagrody
45. MFF w Wenecji (1988):
- Srebrny Lew (Teo Angelopoulos)
- Nagroda FIPRESCI (Teo Angelopoulos)

39. MFF w Berlinie (1989):
- Nagroda Interfilm (Teo Angelopoulos)

Europejska Nagroda Filmowa (1989):
- najlepszy europejski film roku (Teo Angelopoulos)

W 1989 film został wyselekcjonowany jako oficjalny grecki kandydat do nagrody Amerykańskiej Akademii Filmowej w kategorii najlepszy film nieanglojęzyczny, ale ostatecznie nie uzyskał nominacji.